# Lago de Atitlán
O lago de Atitlán (pronúncia espanhola: [atiˈtlan]) é um grande lago endorreico situado nas terras altas da Guatemala, no departamento de Sololá. Apesar de ser considerado o mais profundo dos lagos da América Central, o seu fundo não foi ainda completamente estudado e estima-se que a sua profundidade máxima seja de 340 metros. Cobre uma área total de 126 km², encontrando-se rodeado por escarpas altas e por três vulcões. Caracteriza-se também pelas vilas e aldeias maias situadas nas suas margens.
O lago tem origem vulcânica, enchendo uma enorme caldeira formada após uma erupção ocorrida há 84 mil anos. É famoso por ser considerado um dos mais belos lagos do mundo, tendo Aldous Huxley escrito sobre ele o seguinte: "O lago de Como, parece-me, toca os limites do pitoresco, mas o Atitlán é o Como com os embelezamentos adicionais de vários grandes vulcões. É realmente demasiado de uma coisa boa."
A bacia lacustre suporta extensas plantações de café e uma variedade de culturas agrícolas, sobretudo milho. O lago em si mesmo é rico em vida animal que constitui uma fonte de alimento significativa para as populações ribeirinhas.

## História geológica

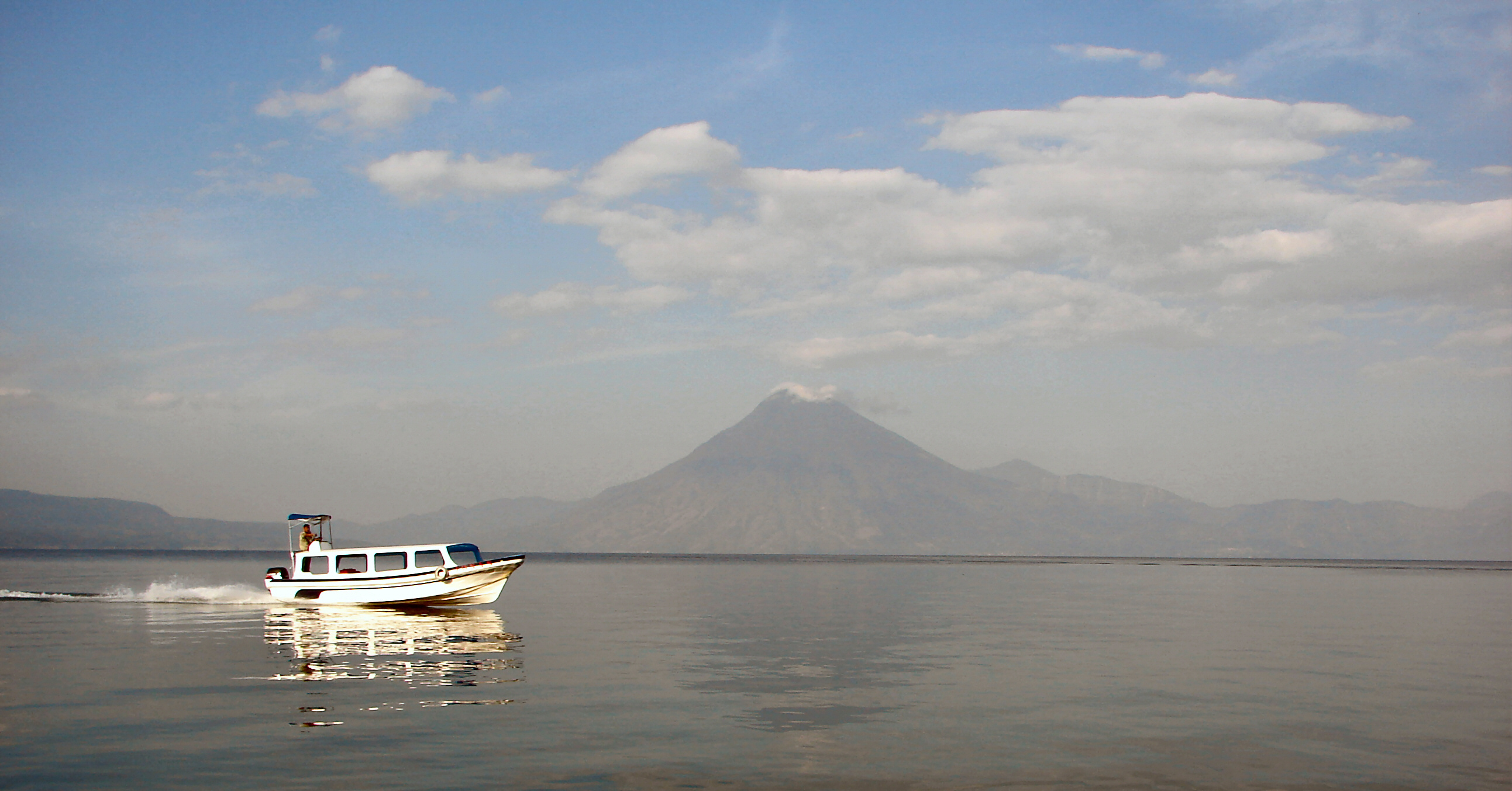
Vulcão de San Pedro visto desde Panajachel.

A actividade vulcânica nesta região terá tido início há cerca de 11 milhões de anos, e desde então ocorreram quatro episódios separados de crescimento vulcânico e colapso da caldeira, com o mais recente a ter início há 1,8 milhões de anos culminando na formação da actual caldeira.
A erupção que formou a caldeira é conhecida como Los Chocoyos, durante a qual foram ejectados até 300 km³ de piroclastos, e cujas cinzas dispersaram-se por uma área de aproximadamente 6 milhões de km²; foram detectados os seus vestígios desde a Flórida até ao Equador, podendo ser utilizada como marcador estratigráfico quer no Oceano Pacífico quer no Oceano Atlântico. Um chocoyo é um tipo de ave muitas observado nidificando em camadas de cinzas macias.
Desde o final de Los Chocoyos, o vulcanismo continuado fez surgir três novos vulcões na caldeira. O vulcão Atitlán situa-se na orla norte da caldeira, enquanto o vulcão San Pedro e o vulcão Tolimán se encontram no seu interior. O San Pedro é o mais antigo dos três e parece ter cessado a sua actividade há 40 000 anos. O Tolimán iniciou o seu crescimento após a cessação da actividade do San Pedro, sendo provavelmente activo, apesar de não ter eruptado em tempos históricos. O Atitlán desenvolveu-se na sua quase totalidade nos últimos 10 000 anos, permanecendo activo, tendo a sua erupção mais recente ocorrido em 1853.
Em 4 de Fevereiro de 1976 a Guatemala foi sacudida por um forte terramoto de magnitude 7.5 que provocou a morte a 23 mil pessoas. O terramoto fracturou o leito do lago, fazendo com que parte do volume de água deste fosse drenado para a subsuperfície, causando um abaixamento do nível da água no lago de aproximadamente dois metros durante um mês.

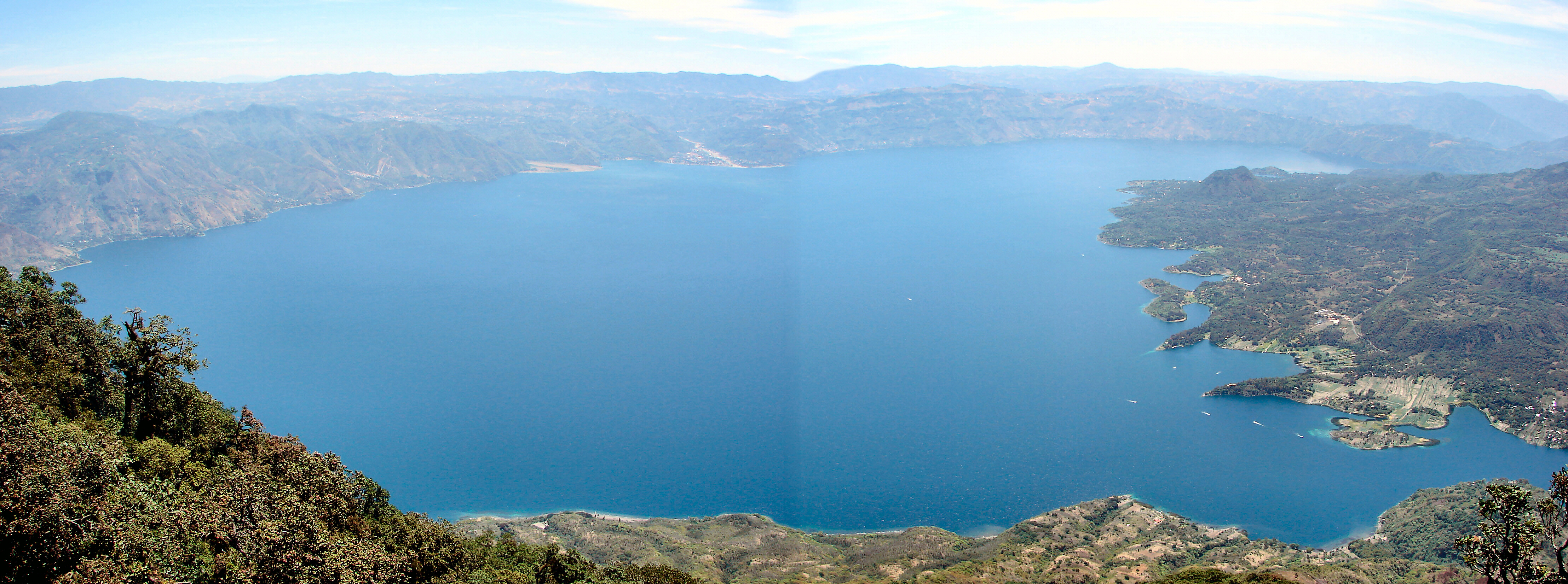
Vista panorâmica do lago desde o cume do vulcão San Pedro.

## História ecológica
Em 1955 a área circundante ao lago de Atitlán foi classificada como parque nacional. Por essa mesma altura o lago era praticamente desconhecido no resto do mundo e a Guatemala buscava formas de atrair turistas e impulsionar a economia local. Foi sugerido pela Pan American World Airways que o povoamento do lago com uma espécie de peixe apreciada pelos pescadores poderia ter o efeito pretendido. Assim, em 1958, procedeu-se à introdução de achigãs no lago. Os achigãs rapidamente se adaptaram à sua nova casa e começaram a comer os habitantes nativos do lago, provocando a eliminação de mais de dois terços das espécies de peixes nativas, contribuindo para a extinção do mergulhão-de-Atitlán, uma ave rara que vivia apenas na região em redor do lago Atitlán.

## Cultura
O lago encontra-se rodeado por numerosas aldeias, nas quais a cultura maia ainda prevalece e os trajes tradicionais ainda são usados. Os maias de Atitlán são predominantemente tsutuiles e caqchiqueles. Durante a conquista espanhola das Américas, os caqchiqueles inicialmente aliaram-se aos invasores numa tentativa de derrotar os seus inimigos históricos, os tsutuiles e os quichés, mas foram eles mesmos derrotados e submetidos quando recusaram pagar tributo aos espanhóis.

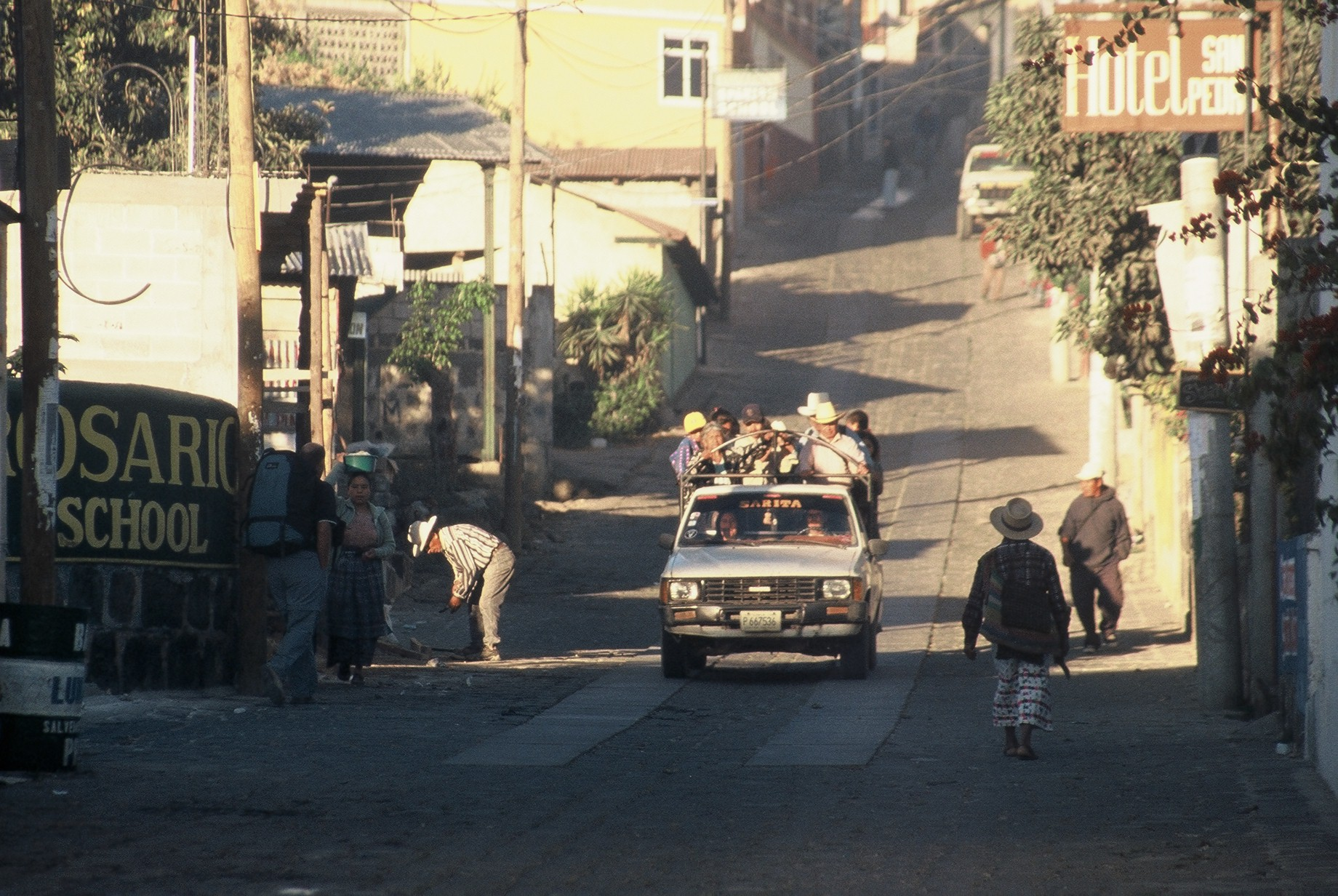
Rua de Santiago Atitlán.

Santiago Atitlán é a maior das comunidades situadas à beira do lago, e é conhecida pelo seu culto a Moximón, um ídolo formado por fusão de deidades maias, santos católicos e lendas de conquistadores. A efígie de Maximón encontra-se sob a custódia de uma irmandade religiosa local e reside em várias casas de membros da irmandade ao longo do ano, sendo deslocada de forma cerimonial numa grande procissão durante a Semana Santa. Várias localidades da Guatemala possuem cultos similares, como o culto de San Simón em Zunil.
Apesar da predominância da cultura maia na maioria das comunidades à beira do lago, a maior delas, Panajachel, tem sido inundada por turistas ao longo dos anos. Atraíu muitos hippies na década de 1960, e ainda que a guerra tenha levado muitos estrangeiros a sair, o final do conflito em 1996 levou ao aumento do número de visitantes, e a economia local é quase inteiramente dependente do turismo.
Foram encontrados vários sítios arqueológicos maias no lago. Sambaj, que se encontra actualmente a cerca de 20 metros de profundidade, parece datar do período pré-clássico.  Existem ruínas de vários grupos de construções, incluindo um em particular, composto de construções de maior dimensão que se crê terem constituído o centro da cidade.
Um segundo sítio, Chiutinamit, onde foram encontrados vestígios de uma cidade, foi descoberto por pescadores locais que "repararam no que parecia ser uma cidade submersa". Durante investigações posteriores foram encontrados por mergulhadores fragmentos de cerâmica, os quais permitiram datar o síto como sendo do final do período pré-clássico.

## Guerra Civil da Guatemala
Durante a Guerra Civil da Guatemala, a região do lago de Atitlán foi palco de numerosos abusos de direitos humanos, consequência da política de terra queimada conduzida pelo governo. Considerava-se que os povos indígenas eram universalmente apoiantes da guerrilha que combatia as tropas governamentais, e por isso foram alvo de brutais represálias. Pelo menos 300 maias de Santiago de Atitlán terão desaparecido durante o conflito. Em 1990, uma marcha de protesto espontânea que se dirigia à base militar à saída desta mesma localidade foi recebida a tiro, tendo sido mortos 13 civis desarmados. A pressão internacional forçou o governo guatemalteco a encerrar a base e a declarar Santiago Atitlán zona desmilitarizada.

## Furacão Stan
No início de Outubro de 2005, chuvas intensas produzidas pelo furacão Stan provocaram grandes danos por toda a Guatemala, em especial em redor do lago de Atitlán. Um grande deslizamento de terra soterrou a povoação de Panabaj, provocando a morte a cerca de 1 400 pessoas e cerca de 5 000 desalojados.